# アメリカ領ヴァージン諸島

アメリカ領ヴァージン諸島
Virgin Islands of the United States

地域の標語：United in Pride and Hope
地域の歌：ヴァージン諸島マーチ
Virgin Islands March（英語）

アメリカ領ヴァージン諸島（アメリカりょうヴァージンしょとう、英語: Virgin Islands of the United States）は、西インド諸島にあるアメリカ合衆国の保護領（自治領）。ヴァージン諸島の西側半分でかつては「デンマーク領西インド諸島」としてデンマークの植民地であった。デンマークが植民地としての関心を失った20世紀初頭にアメリカ合衆国が買収して今に至る。東側はイギリス領ヴァージン諸島である。「島」と呼ばれるのは40程度あるが、ほとんどが無人島である。人が住み、一般の観光客が訪れるような主要な島はセント・トーマス島、セント・クロイ島、セント・ジョン島の3島である。首都はセント・トーマス島のシャーロット・アマリー。

## 歴史

### コロンブス以前
石器時代にまでさかのぼれば、おそらくアラワク族の狩猟採集民シボネイ族がいたと考えられている。しかし痕跡は残っていない。
カヌーの制作と船舶の操縦技術に長けたアラワク族は、アマゾン川とオリノコ川の流域から移住し、綿、タバコ、トウモロコシ、キャッサバ、グアバを栽培した。いくつかの洞窟壁画や岩石彫刻が島に残されている。カリブ族が侵入するまで、彼らの文化は数百年続いた。
残忍な食人の評判で知られるカリブ族は、平和に暮らすアラワク族の多数の集落を破壊した。1400年代の半ばまでには、アラワク族の人口は数千までに減らされた。

### 植民地化
1493年11月、クリストファー・コロンブスは最初にセント・クロイ島に到達し、サンタ・クルースと名付けて上陸した。その後、サンフアン(セント・ジョン)島、サントマス(セント・トーマス)島に到達し命名した。その時ガイドとして、6名のアラワク族を誘拐した。
1625年には、イギリス、フランス、オランダ、スペイン、デンマークが入植を始める。最初、入植者達はセント・クロイ島に入植し農業を始めた。しかし、収穫は少なく生活は豊かではなかった。殺人と病気と過酷な奴隷制度で、アラワク族は1600年代後半までには完全に滅亡し、わずかなカリブ族しか生き残らなかった。
殆どの入植者達は島から去り、1650年にはイギリス人だけが残った。その後、新大陸に注目していた、デンマークが1666年にセント・トーマス島とセント・ジョン島の領有権を得る。1673年、インディアン奴隷がいなくなったため、アフリカ人奴隷が初めて島に連れて来られた。デンマーク統治下の各島では、アフリカからの奴隷を使ってサトウキビとタバコ農園（プランテーション）が経営された。後にコーヒーや砂糖も生産されるようになる。
厳しい扱いによって奴隷は不満を募らせていた。1733年、破壊的なハリケーンの後に続いた長い旱魃（）で、奴隷たちは限界点に達し、セント・ジョン島で反乱を起こした。この時オランダはフランスの助けを借り、統治状態を取り戻した。

### デンマーク領西インド諸島
1733年、デンマークはフランスよりセント・クロイ島を買収し領有権を得た。その後、デンマーク領西インド諸島 (Dansk Vestindien) と称し、デンマーク国王に任命された総督によって統治される体制となった。

?デンマーク占領時代の旗
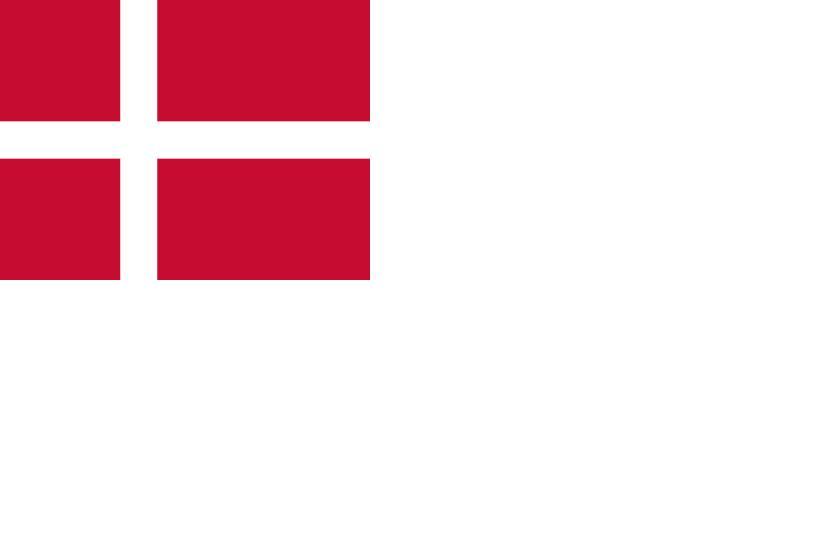
?デンマーク占領時代の旗

デンマークの王妃の名前がつけられたシャーロット・アマリーは、1691年に首都と定められたが、1750年代にセント・クロイ島のクリスチャンステッドに首都が移転した後、1764年に自由港として公認され、西インド諸島における交易の中心地として栄えた。デンマークは三角貿易を推進し、デンマーク植民地帝国の黄金期を迎えたが、ナポレオン戦争でイギリスに貿易圏を侵害されたため、以後、海上貿易は不振となった。
1848年、再び奴隷の反乱が起こる。当時の総督ペーター・ヴァン・ショルテンは奴隷に同情し、同年7月3日、奴隷解放を宣言した。

### アメリカ領ヴァージン諸島
第一次世界大戦が勃発すると、アメリカ合衆国はパナマ運河をドイツ軍から防衛するためにこの地を欲し、1917年にデンマークから 2,500 万ドルで購入した。島はアメリカ合衆国の未編入領域 (unincorporated area) になったが、島民が望む権利を受け取るにはさらに15年かかった。1932年に連邦議会を通過した自治法（オーガニック法）により、島民はついにアメリカ合衆国の市民権と自治政府、投票権を得た。しかし未編入領域であるため、現在もアメリカ領ヴァージン諸島の公民はアメリカ合衆国の大統領または副大統領に投票できない（ただし同公民は連邦所得税を免除されている）。

## 政治
アメリカ合衆国内務省の所管の下で、知事・議会・裁判所が政治を分担する。
- 知事は、1970年以降は公選で、任期4年（1970年以前はアメリカ合衆国大統領が任命していた）。2024年現在の知事は、アルバート・ブライアン（2期目。任期満了は2027年）。
- 議会は一院制で、定数15。議員は公選で、任期2年。
- 裁判は三審制。裁判官は知事が任命し、任期は10年。

また、アメリカ領ヴァージン諸島は、合衆国の下院に、投票権のない代表を 1 名参加させる権利が認められている。この代表は公選で任期2年。
住民には、アメリカ合衆国の市民権が与えられ、本土への渡航や本土での就職は自由であるものの、大統領および連邦議会議員の選挙権は認められていない。ヴァージン諸島では現在、死刑制度は廃止されている。

### セント・クロイ島問題
セント・クロイ島ではセント・トーマス島とセント・ジョン島よりも失業率が高く、経済格差が広がっているため、セント・クロイ島民の間では近年、分離の声が上がっている。2005年2月セント・クロイ島は、セント・トーマス島及びセント・ジョン島の両島からセント・クロイ島をアメリカ領ヴァージン諸島の行政区から切り離すよう求める島民約 7,000 人分の署名を集め、アメリカ議会に提出した。独自のアメリカ自治領にして、丁重に経済援助することをアメリカ議会に要求した。

## 地理
53の火山島と岩礁からなり、主な人が住む島はセント・トーマス島、セント・ジョン島、セント・クロイ島の3島だけで残りはほとんどが無人島。
| 地区 | セント・トーマス島 | セント・ジョン島                                                    | セント・クロイ島 |
| ---- | --- | ------------------------------------------------------------------- | --- |
| 分区 | 1. シャーロット・アマリー 2. イースト・エンド 3. ノースサイド 4. サウスサイド 5. トゥーツー 6. ウォーター島 7. ウエストエンド | 1. セントラル 2. コラル・ベー 3. クルーズ・ベー 4. イースト・エンド | 1. アナズ・ホープ・ビリッジ 2. クリスチンステッド 3. イースト・エンド 4. フレダーリクスティド 5. ノースセントラル 6. ノースウェスト 7. サイウン・ファーム 8. サウスセントラル 9. サウスウェスト |

### セント・トーマス島
シャーロット・アマリーは、非常に多くの免税店が立ち並ぶショッピング街である。ブランド品の価格は本土より安く、日本の約半額。多くの観光客が買い物にやってくる。
面積82平方キロメートル。

### セント・ジョン島
3島の中で一番小さな島。主な町はクールズベイである。島の3分の2がヴァージン諸島国立公園に指定されていて、自然が最大の特徴の島。
ボルトー山（392メートル）が島の最高峰である。面積50平方キロメートル。

### セント・クロイ島
3島の中で、一番大きい島。主な町は、クリスチャンステッドとフレデリックステッド。どちらにもデンマーク統治時代の要塞があり、観光施設として整備されている。また、この島の名産品として、ラム酒がある。イーグル山(355 m)が島の最高峰。面積214平方キロメートル。
以下、その他の島々。
セント・トーマス島付近にある、
- ハンス・ロリック島 (Hans Lollik Island)
- リトル・ハンス・ロリック島 (Little Hans Lollik Island)
- アウター・ブラス島 (Outer Brass Island)
- インナー・ブラス島 (Inner Brass Island)
- コックローチ島 (Cockroach Island)
- ソルト・キー (Salt Cay)
- ウェスト・キー (West Cay)
- サバナ島 (savana Island)
- サバ島 (Saba Island)
- ウォーター島 (Water Island)
- ハッセル島 (Hassel Island)
- カペラ諸島（バック島） (Capella Islands、Buck Island)
- グレート・セント・ジェームズ島 (Great Saint James Island)
- リトル・セント・ジェームズ島 (Little Saint James Island)
- ドッグ島 (Dog Island)
- サッチ・キー (Thatch Cay)
- ロバンゴ・キー (Lovango Cay)

セント・ジョン島付近にある、
- Leduck Island

セント・クロイ島付近にある、
- バック島 (Buck Island)
- グリーン・キー (Green Cay)

## 経済
農作物では砂糖や野菜の栽培が行なわれていて、畜産や漁業も行われている。ラム酒は特産品の一つで、観光産業も重産業の一つで、多くの観光客が訪れる。セント・クロイ島に世界最大の石油精製所がある。
失業率はセント・トーマス島とセント・ジョン島が約9% なのに対して、セント・クロイ島では 13 % と失業率が高く、セント・トーマス島とセント・ジョン島よりも経済格差が広がっている現状から不満がある。

## 交通
空港は、セント・トーマス島にシリル・E・キング空港、セント・クロイ島にアレクサンダー・ハミルトン空港の国際空港がある。セント・ジョン島へは、シャーロット・アマリーからフェリーが出ている。
ヴァージン諸島の道路は、アメリカ領としては例外的に左側通行である。なお使用されている自動車は、ヘッドライトが左側通行用に改修されていること以外、アメリカ仕様に準じた左ハンドル車である。

## スポーツ
クリケットは人気スポーツの一つである。トップ選手が参加するテスト・クリケットは、他のカリブ海諸国などとの多国籍チームである西インド諸島代表として国際試合を行っている。

## 住民
| 人種割合（2020年） | 人種割合（2020年） | 人種割合（2020年） | 人種割合（2020年） | 人種割合（2020年） |
| ------------------ | ------------------ | ------------------ | ------------------ | ------------------ |
|                    |                    |                    |                    |                    |
| 黒人               | 黒人               |                    | 71.4%              | 71.4%              |
| 白人               | 白人               |                    | 13.3%              | 13.3%              |
| 混血               | 混血               |                    | 7.5%               | 7.5%               |
| その他             | その他             |                    | 6.3%               | 6.3%               |
| インド系           | インド系           |                    | 1%                 | 1%                 |

| 言語割合（2010年） | 言語割合（2010年） | 言語割合（2010年） | 言語割合（2010年） | 言語割合（2010年） |
| ------------------ | ------------------ | ------------------ | ------------------ | ------------------ |
|                    |                    |                    |                    |                    |
| 英語               | 英語               |                    | 71.6%              | 71.6%              |
| スペイン語         | スペイン語         |                    | 17.2%              | 17.2%              |
| フランス語         | フランス語         |                    | 8.6%               | 8.6%               |
| その他             | その他             |                    | 2.5%               | 2.5%               |

アフリカから奴隷として連れて来られた黒人がほとんどで白人や混血も少数いる。
公用語は英語だが、パトワも話す。プエルトリコやデンマークの訛りが強い。
宗教はキリスト教でアングリカン、バプテスト、ルーテル、などのプロテスタント系の宗派が多くあり、カトリックもある。